# Matteo Rubin (motociclista)
Matteo Rubin (Correggio, 2 ottobre 1973) è un pilota motociclistico italiano.

## Carriera
Inizia a gareggiare nel cross, ma passa ben presto all'enduro. In questa disciplina, diventa campione europeo nel 1995 classe 175cc e conquista poi il titolo mondiale della categoria 250cc 4T nel 2000 con una KTM.
Corre varie volte nella squadra italiana alla Sei Giorni Internazionale di Enduro. Nel biennio'95/'96 è protagonista della categoria Junior portando il team rispettivamente all'ottavo e al terzo posto. Nel 2000 diventa campione mondiale insieme agli altri 5 piloti azzurri e sfiora il bis l'anno successivo quando terminano in seconda posizione dietro ai padroni di casa francesi.
Durante il 2001 si laurea campione italiano enduro nella 250 4 tempi e nel 2003 prende ancora parte al mondiale con il team ufficiale Vor, ma non conquista punti iridati anche a causa di vari infortuni al ginocchio sinistro. L'anno successivo si presenta in sella a una Honda, chiudendo la stagione al 21º posto con 25 punti.
Successivamente si è dedicato a trofei locali correndo nel 2005 il campionato italiano rally (su Yamaha) e nel 2008 il trofeo triveneto su una KTM 250.